# Плочка
Плочките са плоски корави елементи, които се използват за стенна облицовка или за вътрешни или външни архитектурни настилки. Може да представлява проста квадратна едноцветна пластина или сложна мозайка. Освен от керамика, плочките може да са направени от стъкло, гранит, мрамор или друг камък. Напоследък се срещат плочки и от линолеум. Преимуществото им пред други подови настилки е, че се мият лесно.
Фаянсовите плочки се предпочитат в банята, а керамичните в кухнята, но по принцип плочките са подходящи за всяко помещение.